# Neil Horan
Cornelius „Neil“ Horan (* 22. dubna 1947 Scartaglen, Irsko) je bývalý katolický kněz, jenž se dvakrát dostal do centra pozornosti světových médií, když rušil významné sportovní události.
20. července 2003 přeběhl před jedoucími vozy s transparentem „Čtěte bibli, ta se nikdy nemýlí.“, čímž narušil Velkou cenu Velké Británie, součást mistrovství světa Formule 1. Dále Neil Horan vběhl 29. srpna 2004 na trasu maratonského běhu při olympijských hrách 2004 v Aténách. Zadržel vedoucího běžce Vanderlei de Lima z Brazílie, jemuž se potom nepodařilo udržet vedení.
Vysvěcen byl Neil Horan v roce 1973, ale již 1974 se přidal k sektě „The Apostolic Fellowship of Christ“. V roce 1980 se vrátil ke katolické církvi a opět nastoupil dráhu kněze.
Začal publikovat knihy, v nichž předpovídal blízký konec světa. Jeho nadřízení mu doporučili psychiatrické vyšetření. Po sérii kázání, v nichž se rovněž zmiňoval (mimo jiné) o očekávaném konci světa, jej odvolali z jeho funkce faráře.
Rozhodl se tedy na tuto událost upozornit při sportovních akcích.
Katolická církev ho definitivně zbavila jeho postavení kněze 20. ledna 2005. Prohlásil, že s tímto rozhodnutím naprosto nesouhlasí a že se odvolá k mnohem vyššímu soudu na nebesích a k soudu Ježíše Krista.